# Henri Alekan
Henri Alekan (Montmartre, 10 de fevereiro de 1909 — Auxerre, 15 de junho de 2001) foi um diretor de fotografia francês.